# Jack și călugării șaolin
„Jack și călugării șaolin” este al treizeci și șaselea episod al serialului de desene animate Samurai Jack.

## Subiect
În timp ce străbate o pădure, Jack simte o mâncărime care îl face să se tot scarpine. La un moment dat își descoperă o gânganie în sân și apoi altele puzderie care îl năpădiseră fără veste pe sub kimono.
După ce scapă de gângănii, ajunge la niște pietre funerare, unde este atacat de doi călugări șaolin. În timpul luptei, șaolinii sunt uimiți să regăsească propriile tehnici la Jack, iar Jack se miră că întâlnește șaolini după atâtea secole. În cele din urmă, lupta încetează, iar cei doi șaolini îl recunosc pe Jack ca pe un membru, după ce le arată semnul secret al frăției.
Cei doi îl conduc pe Jack la templu, unde ceilalți șaolini se antrenează conștiincios, efectuând diverse exerciții:
- călirea pumnilor în nisip fierbinte
- transferarea apei dintr-un hârdău în altul, situat mai sus, cu ajutorul unei căni și prin ridicarea și coborârea trunchiului, având picioarele fixate la nivelul hârdăului de sus
- kumite pe tulpini de bambus
- kata individual sau sincron, fie cu mâinile goale, fie cu sabie, fie cu lance, fie cu băț
- lovirea cu brațele a cioturilor de lemn de pe un stâlp
- levitație
- mișcarea unui clopot mare de la distanță, prin transmiterea presiunii aerului

Jack este adus dinaintea Marelui Maestru, care este foarte bătrân și care supraviețuiește prin conexiuni fizice cu regnul vegetal, hrănindu-se prin acestea. El trăia și când Jack venise să învețe la templul șaolin, fiind pe atunci doar un copil. Jack își spune păsul, iar Maestrul îl îndrumă către un templu magic, în vârful căruia se află un portal care se deschide doar pentru câteva momente, la amiază. Cei doi șaolini se oferă să-l însoțească pentru a-l ajuta să străbată până la portal.
Cei trei străbat niște munți, apoi navighează pe un râu și ajung la templul cu pricina dimineața. Templul este un turn de piatră de forma unei stupe, lângă care se află niște schele pe care se poate ajunge sus. Podeaua schelelor e șubredă și cei trei sunt nevoiți să înainteze cu precauție. Întregul turn este înconjurat de statui de războinici, care deodată prind viață și încep să-i atace. Jack și șaolinii ajung sus chiar la amiază. Jack se repede în peștera cu portalul, în timp ce șaolinii îi acoperă retragerea. Dar Jack are remușcări, căci ar însemna să-i lase pe șaolini să se sacrifice pentru el, încojurați de monștrii de piatră. Până la urmă renunță la portal și se întoarce să-i ajute. Împreună, cei trei scapă de monștri, dar în toiul luptei portalul este distrus.